# Protesty v Jemenu 2011

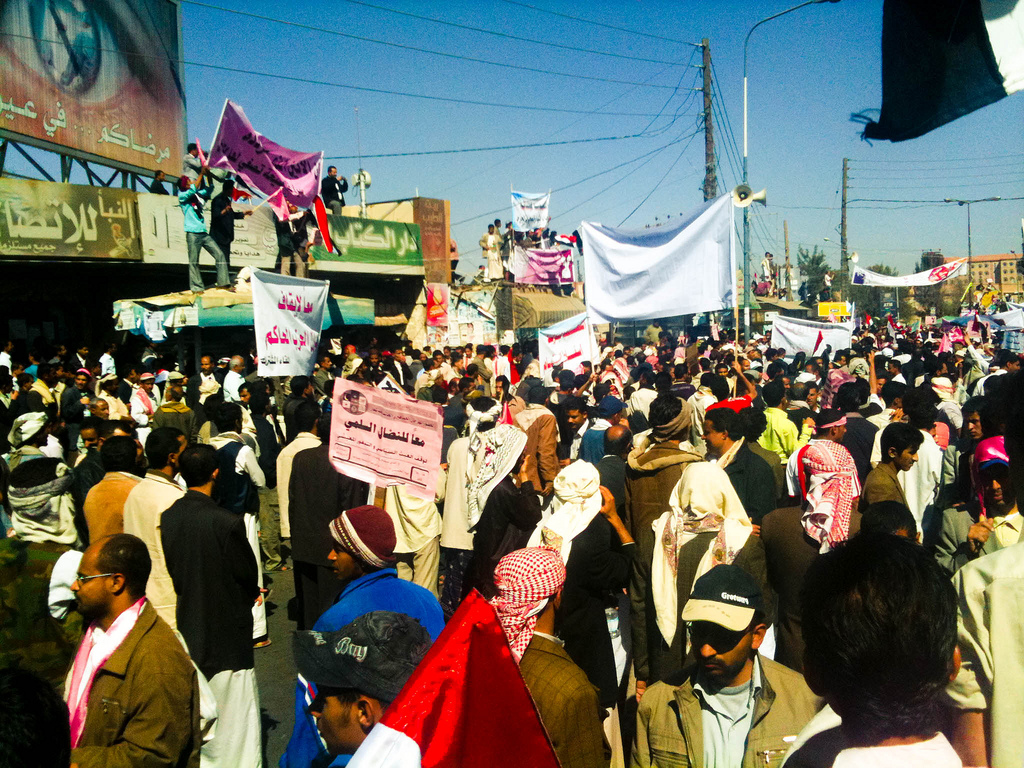
protesty v Saná 3. února 2011

Protesty v Jemenu probíhají od ledna 2011 v návaznosti na širší arabské jaro, které začalo v Tunisku v prosinci 2010. Jedná se o spory mezi současnou jemenskou vládou a jemenskou opozicí.
Jemenská opozice usiluje o svržení prezidenta Sáliha a zatím se nespokojila s jeho návrhem, že nebude kandidovat znovu do úřadu v roce 2013, ani s dalším ústupkem, že odstoupí po parlamentních volbách nejpozději v lednu 2012.
Policejní zásahy proti demonstrujícím Jemencům se postupně zesilovaly a v pátek 18. března 2011 při nich bylo v Saná zabito rekordních pět desítek lidí, poté k opozici přešlo několik armádních velitelů, kmenových vůdců, diplomatů, poslanců i provinčních guvernérů.
Jemenský parlament, ovládaný vládním Všeobecným lidovým kongresem, zavedl 23. března 2011 na žádost prezidenta výjimečný stav, který pozastavil platnost ústavy, dovolil cenzuru sdělovacích prostředků, zakázal protestní shromáždění a dal bezpečnostním složkám 30 dní na zatčení podezřelých osob.
Vláda a opozice se 26. dubna 2011 dohodly na demisi prezidenta, který má předat moc do třiceti dnů viceprezidentovi a poté mu má být zaručena imunita. S těmito podmínkami řada Jemenců nesouhlasí a protesty pokračují. Alí Abdalláh Sálih 22. května 2011 již potřetí odmítl podepsat dohodu o předání moci a v následujících dvou dnech vypukly boje mezi stoupenci vlivného kmenového vůdce Sadíka Ahmára a silami věrnými prezidentovi Sálihovi. V těchto bojích zahynulo 24 Ahmarových stoupenců a 14 vojáků. Nicméně v Saná převzal nakonec Sálihovu roli jeho viceprezident Abdu Rabbuh Mansúr Hádí.

## Oběti
Protesty si podle předběžných odhadů vyžádaly minimálně 900 mrtvých a tisíce zraněných.[zdroj?]